# 邓裕志

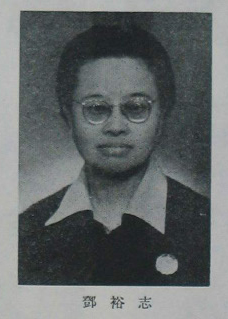

邓裕志（1900年9月—1996年10月1日），女，湖北沙市人，中国基督教人物，中华基督教女青年会全国协会总干事，中国基督教三自爱国运动委员会副主席。

## 生平
1900年，邓裕志出生于中国湖北省沙市。幼年随父母移居湖南长沙，曾就读于湘福女中。离婚后，1920年进入南京金陵女子大学学习社会学，1926年毕业，任职于上海的中华基督教女青年会全国协会，在担任劳工部干事时，创办了浦东女工夜校。抗战前，邓裕志就热衷抗日救亡活动，淞沪会战爆发后，又组织劳动妇女战地服务团。1941年，邓裕志获美国纽约州立大学经济学硕士学位。
1949年9月，邓裕志成为参加第一届全国政协会议的5名基督教代表之一。1950年，她同吴耀宗、刘良模等人走访各省教会，并发起中国基督教新教三自爱国运动，同年又出任中华基督教女青年会全国协会总干事。中国基督教三自爱国运动委员会第二届副主席。
1996年10月1日，邓裕志去世，享年96岁。